# 방사상

방사상 도형

방사형(放射形),  방사상(放射狀), 또는 복사상(輻射狀)은 한가운데 점에서 사방으로 바퀴살처럼 뻗어 나간 모양을 가리킨다.
대칭의 특수한 경우이기도 하다.

## 같이 보기
- 대칭